# Бела Кун
Бела Кун (мађ. Béla Kun; Силађчех, 20. фебруар 1886 — Бутовски полигон, 30. новембар 1939) је био мађарски револуционар јеврејског порекла.
Учествовао је у оснивању Комунистичке партије Мађарске и Мађарске Совјетске Републике 1919. године.
За време Првог светског рата је био у руском заробљеништву, а након Фебруарске револуције 1917. је у Томску постао члан Губернијског комитета Руске социјалдемократске радничке партије. Радио је у редакцији листа Сибирски радник на пропаганди међу ратним заробљеницима. У пролеће 1918. године је организовао мађарску групу Руске комунистичке партије (бољшевика) и уређивао новине Међународни социјалиста и Социјална револуција. Кад је Мађарска проглашена совјетском републиком постао је председник владе, а након пораза Мађарске Совјетске Републике емигрирао је у Аустрију, где је интерниран. Након ослобођења отишао је у Совјетску Русију и учествовао у борбама против генерала Петра Врангела, и такође радио као председник Кримског револуционарног комитета. Ухапшен је 1928. године у Аустрији, али је пуштен после протеста совјетске демократске јавности и враћен у СССР. За време Стаљинових чистки је затворен, осуђен на основу лажних докумената и погубљен 1939. године.